# Eglwyscummin
Eglwyscummin (Eglwys Gymyn in gallese) è un villaggio con status di  comunità (community) del Galles meridionale, facente parte della contea del Carmarthenshire. L'intera community conta una popolazione di circa 400 abitanti.

## Geografia fisica
La comunità di Eglwscummin si trova nella parte sud-occidentale del Carmarthenshire, a ovest di St Clears e Laugharne e a est di Saundersfoot. La parte meridionale della comunità di Eglwyscummin si affaccia sul canale di Bristol.
L'intera comunità occupa una superficie di 10,29 km².

## Storia
Secondo la leggenda, San Cynin, un missionario, avrebbe fondato una chiesa in loco nel corso del V secolo.

## Monumenti e luoghi d'interesse

### Architetture religiose

#### Chiesa di Santa Margherita Marloes
Nel villaggio principale, si trova la chiesa parrocchiale dedicata a Santa Margherita Marloes: eretta probabilmente nel XV secolo o forse nel XII o XIII secolo, fu restaurata nel 1856 da Thomas David.

#### Chiesa di San Cyffig
Altro edificio religioso di Eglwyscummin è la chiesa di San Cyffig, che presenta un campanile del XV secolo.

#### Chiesa di San Lorenzo
Nel villaggio di Marros, si trova poi una chiesa dedicata a San Lorenzo, risalente alla fine del XIII secolo o alla fine del XIV secolo.

## Società

### Evoluzione demografica
Nel 2020, la popolazione della comunità di Eglwyscummin era stimata in 436 unità, in maggioranza (226) di sesso femminile.
La popolazione al di sotto dei 18 anni era stimata in 84 unità (di cui 42 erano i bambini al di sotto dei 10 anni), mentre la popolazione dai 65 anni in su era stimata in 108 unità (di cui 25 erano le persone dagli 80 anni in su).
La community ha conosciuto un lieve incremento demografico rispetto al 2011, quando la popolazione censita era pari 432 unità. Il dato era in ribasso rispetto al 2001, quando la popolazione censita era pari a 462 unità.

## Geografia antropica

### Suddivisioni amministrative
Villaggi della comunità di Eglwyscummin
- Eglwyscummin
- Marros
- Red Roses